# Codsall

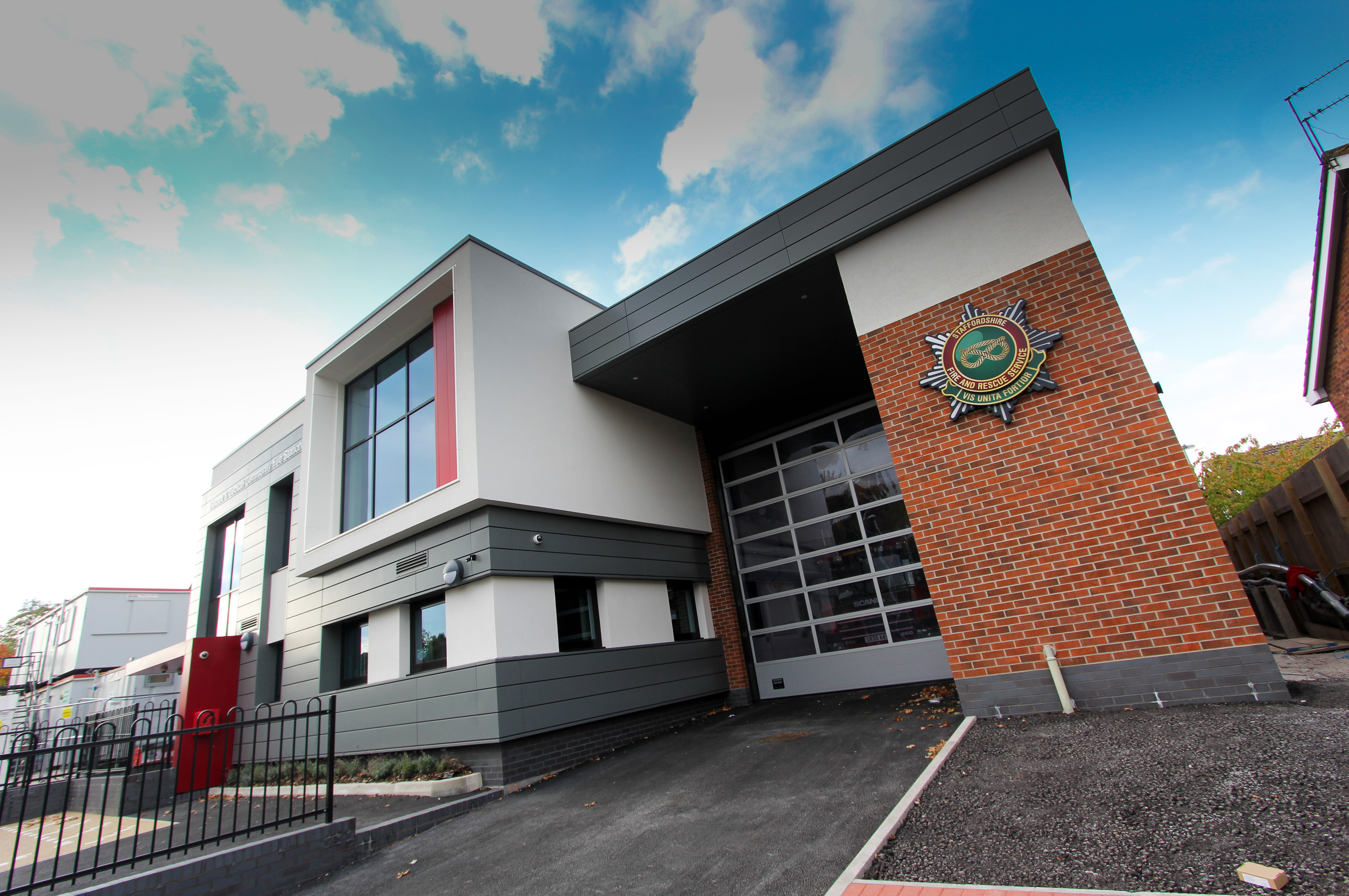

Codsall è un villaggio della contea inglese dello Staffordshire.
La popolazione era di 7 582 abitanti nel 2011.